# Libri da ardere
Libri da ardere (in francese Les Combustibles) è un testo teatrale del 1994 di Amélie Nothomb.

## Trama
La trama ruota intorno al dialogo tra i tre personaggi che, in una città sotto assedio, devono sacrificare i libri alla stufa per riscaldarsi.

## Adattamenti
Opera Les Combustibles, musica e libretto di Daniel Schell, 1994.